# Gertrud Corporals
Gertrud Corporals, född 1610, död 1670, var en svensk kvinna som åtalades för häxeri under det stora oväsendet. Hon anklagades för att ha varit en av de häxor som sänkt en skuta i havet tillsammans med en grupp andra häxor i djurgestalt. Efter att ha hotats med tortyr erkände hon sig skyldig och utpekade ett antal personer som medbrottslingar. Det var Gertrud Corporals som först lade fram berättelsen om Satans bröllop i Marstrand, och angav andra för att ha deltagit i det. 

## Biografi
Hon angavs för häxeri av Malin på Härön och Börta Crämars. Hon var 60 år gammal och änka. Hennes namn antyder att hon var änka efter en korpral.  

### Bakgrund
Börta Crämars angav Malin på Herrön, Per Larsson, Per Mattsson, Gertrud Corporals och Anna Persdotter för att ha varit ombord — i djurgestalt — på Tomas Anderssons fiskeskuta och samarbetat i att sänka den med hjälp av trolldom.

### Rättegång
Hon förklarade att Malin alltid varit hennes fiende och att Crämars var sinnessjuk. När hon hotades med vattenprovet svarade hon: 
»Det iagh icke är skyldigh, det skall iagh aldrigh taga på migh...Nu har I mig i Edra händer. Giörer nu så medh migh, som I will answara migh för Guds stränga domb!", och tillfrågad om hon skulle bekänna om hon flöt, svarade hon: "Iagh vill icke troo, iagh flyter. Men det bedher iagh Eder, att I icke låten pijna migh för den tingh, iagh aldrigh kan eller skyldigh är».
När hon hotades med tortyr bekände hon att hon haft en dröm där hon flög, men vaknat då hon vägrade flyga ned i en sjö, som antyddes vara satanisk. Hon förhördes av kyrkoherden And. Jönsson i Morlanda, som påminde henne om att hon bekänt för honom att hon varit med häxorna på skutan och gjorde honom till lögnare om hon nekade. Hon medgav då att hon haft en dröm där Malin på Herön brutit ett trä över sina knän, och att det kanske varit masten. Hon underkastades sedan vattenprovet och misslyckades.
Efter provet avlade hon sin bekännelse. Giertrud Corporals uppgav att hon hade lärt sig trolldom av Per Larssons hustru Kirstin i Mollesund, och att Kirstin och Per haft en djävul till dräng i form av en svart hund som kom med mat till dem. Hon beskrev sedan hur hon följt med Kirstin till häxsabbat vid Stenkyrka på Tjörn, där även Per och Börta Crämars suttit till bords: Gertrud och Kirstin flög dit på Kirstinas dräng, Per Larsson red på Djävulen, Börta i Crämarehuset red på en annan kvinna, och Malin på Herrön red på en bock. 
Giertrud Corporals uppgav att hon hade närvarat vid Satans bröllop på Skantzen i Marstrand, där Satan i skepnad av en vacker kavaljer hade gift sig med en vacker jungfru, Ingeborg Slakters dotter Malin Slakters, med Anna i Holta och Malin Ruthz som brudtärnor, och Per Larsson i Mollesund, Börta Crämars, och Malin på Härrön som gäster.
När Gertrud Corporals återigen tillfrågades om den förtrollade fiskeskutan, uppgav hon att de först hade möts vid ett skär och sedan flugit ut till skutan: Malin i skepnad av en korp, Per Larsson som en kråka, Börta Crämars som en skata, Per Mathsson som en ärla, och Giertrud själv som en kaja (hon glömde dock vad Anna Perdotter förvandlats till); på skutan hade de återtagit mänsklig gestalt varpå Malin brutit av masterna, och Per Larsson tagit i rodret. 
Hon bekände att hon ett år tidigare hade varit på gästabud vid stenkyrkan på Tjörn, gjorts till häxa av Kirstin (Kerstin) i Mollösund, och tillsammans med denna och dennas make Per Larsson flugit till Satan, där de också mött Malin och Crämars. Hon hade också närvarat på ett bröllop i Marstrand där Ingeborg Slakters dotter Malin Slakters vigts vid Satan, och Anna i Holte och Malin Ruths brudtärnor. Även Per Larsson hade deltagit i bröllopet.
I oktober förhördes hon av den då bildade första trolldomskommissionen för Bohuslän.
I oktober 1669 dömde trolldomskommissionen Giertrud Corporals, Börta Crämars, Per Larsson och Anna Persdotter till att halshuggas och brännas för trolldom.

### Efterspel
I april 1670 öppnade den andra trolldomskommissionen i Bohuslän sin verksamhet i Kungälv. Dit fördes då Per Larsson, hans dotter Anna Persdotter, Gertrud Corporals, Ragnela Jöns Svenses, Marit Byskrifvers och Malin i Viken (Börta Sunnerborg, Börta Crämars och Karin Skiöttis hade då avlidit). 
Samtliga tog tillbaka sina bekännelser innan de avrättades.
I april 1670 uppmanades Giertrud Corporals, Börta Crämars, Per Larsson, Anna Persdotter, Rangela Jöns Svenssons, Marit Byskrifvers och Malin i Wiken att ångra sina synder och bekräfta sin skuld och skulden hos dem de själva vittnat mot, men alla tog tillbaka sina tidigare bekännelser
utom Gertrud Corporals.
Avrättad genom halshuggning och bålbränning den 27 april 1670.